# Aanval op Gresik
De aanval op Gresik in 1807 was een Engelse nautische aanval op Gresik (Grissee), op dat moment in handen van de Franse vazalstaat Holland, en maakte deel uit van de napoleontische oorlogen. De aanval was een laatste in een rij van Britse aanvallen op Hollandse vestingen op Java. Bij de aanval gingen de laatste twee Hollandse linieschepen die in die tijd de Indië actief waren, verloren. Hierdoor hadden de Engelsen minder te vrezen van de scheepsuitvallen uit Java, aangezien de scheepvaartroute naar China door de Straat van Malakka ging en deze binnen bereik was van schepen uit Java. Het jaar ervoor hadden de Engelsen al een aanval geplaatst op Batavia, maar de Hollandse commandant had zijn linieschepen naar het oosten laten varen, waardoor de laatste twee nabij Gresik lagen.
In de ochtend van 5 december 1807 vroeg de Engelse commandant Edward Pellew aan de Hollandse commandant in Gresik, Cowell, om zich over te geven. Cowell weigerde dit en liet het schip dat het bericht kwam brengen gevangennemen. Pellew voer hierna met zijn vloot naar Madoera, waar na een kort vuurgevecht de gevangenen vrij werden gelaten en de stad door de gouverneur van Madoera werd overgegeven. Cowell liet echter de linieschepen naar een beschutte plaats varen, waardoor Pewell genoodzaakt was om een landing uit te voeren. In Madoera en Gresik werden alle militaire onderdelen vernietigd. Hierdoor had Holland geen militaire macht in dit gebied en kon Engeland met een grote expeditie Java in 1811 innemen.